# Џејмс А. Гарфилд
Џејмс Абрам Гарфилд (енгл. James Abram Garfield; Мореланд Хилс, 19. новембар 1831 — Елберон, 19. септембар 1881) је био двадесети председник Сједињених Америчких Држава. Такође је служио као генерал у Војсци Сједињених Америчких Држава и као члан Представничког дома САД. Био је трећи амерички председник који је умро на дужности а био други председник САД на кога је извршен атентат (први је био Абрахам Линколн). Његов мандат је други најкраћи председнички мандат у историји САД. Служио је само четири месеца пре него што је смртно рањен 2. јула 1881. године.
Рођен је као најмлађе од петоро деце. Отац му је умро када је он имао само 18 месеци па га је одгајала мајка. Основно образовање је стекао у сеоској школи. Са 16 година је напустио кућу и у нади да ће испунити своје снове и постати поморац, пронашао је посао као возач кроз канал близу Кливленда. Међутим убрзо се разболео и био је принуђен да се врати кући, те након што се опоравио наставио је школовање у Честеру. Радио је као настојник, звонар и столар како би се издржавао. Након тога је дипломирао је 1856. године на Вилијамс колеџу у Масачусетсу. Започео је своју политичку каријеру као говорник подршке републиканској партији у њиховој борби против ропства. 1859. године је почео студирати право и 1861. године је примљен у адвокатску комору Охаја а у исто време је био изабран и за њиховог сенатора. Након опоравка после Америчког грађанског рата био је изабран за Представнички дом Конгреса
Чувени стрип Гарфилд је добио име по њему.